# Gyllenborste

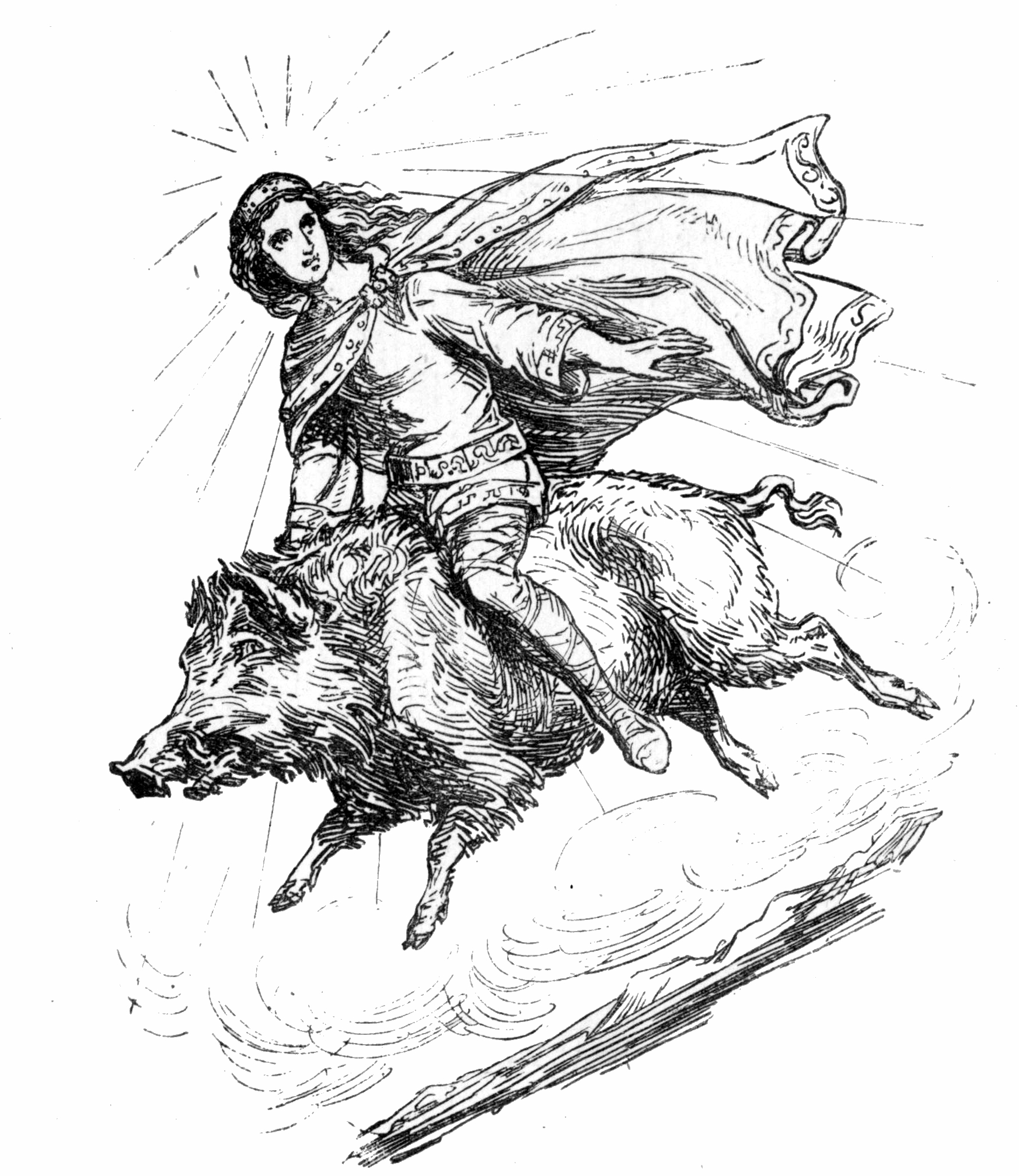
Frej ridande på Gyllenborste. Illustration av Ludwig Pietsch från 1865.

Gyllenborste, även Gyllenburste, isländska Gullinburste eller Slidrugtanne ('han med de hemska tänderna'), är i nordisk mytologi guden Frejs galt. Gyllenborste lyser upp natten med sitt glänsande skinn och det berättas att Frej åker efter honom.
I svensk folktro tros Gyllenborste leva kvar under namnet Gloson.